# Климат Омской области
Климат Омской области континентальный. Средняя температура января — −19−20 градусов, июля — +17-18 градусов в северной части, +19 градусов — на юге. Распределение осадков<> происходит неравномерно: на севере — 400—500 мм, на крайнем юге области — менее 300 мм.
Климат степей по сравнению с лесостепной зоной отличается большой продолжительностью вегетационного и безморозного периодов, большими среднегодовыми и среднемесячными температурами большой сухостью. Поэтому земли степей страдают от недостатка влаги: в среднем в год тут выпадает 250—300 мм осадков, что в 1,5-2 раза меньше, чем в центральных районах России.
Зима же в степи обычно суровая, морозы до 35-40 градусов, и тонкий неравномерный снежный покров в 25-30 см плохо укрывает почву. Снег сходит за 10-12 дней. Ветры увеличивают испарение, иссушают почву и нередко вздымают пыльные бури. Весной дожди в степи редки. Погода ясная. Часты поздние весенние заморозки. В самые тёплые выносы уже в апреле практически по всей Омской области температура может достичь +30°, а в мае случаи +30-градусной жары заметно учащаются. Летом в ясные, солнечные дни температура воздуха поднимается до 30-35 градусов. В первой половине лета нередким явлением бывают суховеи (сильные знойные ветры, опаляющие растения и вызывающие сильное иссушение почвы).
Большое богатство лесостепной зоны поверхностными водами объясняется более влажным климатом: годовое количество осадков здесь 350—400 мм, из них половина приходится на первые месяцы. Снежный покров тоже обильнее, чем на юге — его толщина доходит до 30-40 мм.
Тарский север — зона обильного увлажнения, здесь выпадает 400—450 мм осадков в год, то есть вдвое больше, чем на юге области. Лето — умеренно тёплое (в июле 17-18 градусов). Вегетационный период — 150 дней. Особенностью климата Абсолютный минимум ноября в Тарском районе доходит до -47.7° С является жаркое лето и холодная зима.

## Природные зоны Омской области
Территория области простирается на 600 км с юга на север и на 300 км с запада на восток. Область расположена на Западно-Сибирской равнине, диктующей плоский рельеф. На юге — степи, постепенно переходящие в лесостепи, лес и болотистую тайгу на севере. Вдоль Иртыша, в т. н. Прииртышье, наблюдается «оазисный» микроклимат, с более лесистым и овражным ландшафтом. Здесь же самые плодородные земли региона. Также в Омской области много озёр: Салтаим, Тенис, Ик, Эбейты, Ульжай, Тобол-Кушлы.
В лесостепной зоне значительно количество дней солнечного сияния. Например, средняя продолжительность солнечного сияния в г. Омске, расположенном в зоне южной лесостепи, как и в Ялте, составляет 2223 часа - больше, чем на большинстве средиземноморских курортов Западной Европы, немного меньше Рима (2362 ч.), значительно больше чем в Батуми (1890 ч.) и Харькове (1748 ч.).

### Лесная зона
Лесная зона делится на две подзоны: в северной части - южной тайги с преобладанием хвойных пород, а в южной - мелколиственных лесов. 
- Таежная подзона занимает самые северные административные районы: Усть-Ишимский, Тевризский, северные части Тарского и Знаменского, северо-западная часть Большеуковского и северо-восточная часть Седельниковского районов.

Для подзоны южной тайги характерен континентальный климат. Теплоэнергетические ресурсы здесь невелики. Радиационный баланс подзоны равен 4000 МДж/м2 в год. Максимально возможное испарение составляет около 420 мм/год при годовой сумме осадков более 450 мм. Годовой слой стока - самый большой в области достигает 140 мм. В осенне-зимний период накапливается большое количество влаги, и, поскольку, летом испаряемость здесь низкая, создается избыточное увлажнение.
Продолжительность солнечного сияния в лесной зоне составляет 1600 часов - наименьшее в области, что обусловлено частой облачностью и туманами. В подзоне в течение 4,5 месяцев ощущается недостаток солнечного тепла.
По данным метеостанции Васисс в южной тайге температура зимой в отдельные годы достигала -54 oС. В течение всего периода вегетации возможны значительные заморозки на почве. Максимум температуры выше +30 oС наблюдается редко (июнь-июль) и совпадает с периодом выпадения наибольшего количества осадков (65-75 % осадков выпадает летом), то есть в период наибольшего развития и роста древесной растительности. Засухи в условиях таежной подзоны редки. Вегетационный период колеблется от 139 до 160 дней.
Гидрографическая сеть таежной подзоны довольно густая. Она представлена Иртышом и его притоками: Ишим, Туй, Шиш, Уй, Большая Бича и другие. Водный режим рек зависит от мощности снежного покрова, скорости его таяния и в меньшей степени - от выпадающих летом осадков. В левобережной части зоны много озер, крупнейшие из которых Артево и Утичье.
Водораздельные пространства подзоны очень сильно заболочены, (более 50% территории). В почвообразовательных процессах в этой подзоне, кроме зонально-климатических условий, значительную роль играют миграции грунтовых вод. Питательные вещества легко уносятся в растворенном состоянии из почвы, и верхний слой ее поэтому становится мало плодородным, по цвету напоминающим золу (отсюда и название таких почв - подзолистые).
В растительном покрове преобладают хвойно-березовые леса. В темнохвойных лесах основными породами являются ель, пихта, кедр, лиственница, а из лиственных - береза и осина. Они составляют типичную тайгу. Заболоченные междуречья заняты "урманом" - сырой труднопроходимой темнохвойной тайгой. Травянистый покров сравнительно негустой. Почти все травянистые растения елового леса - многолетние. Мох и лишайники широко распространены в таежной подзоне, где преобладает сосна. Если темнохвойные леса приурочены к суглинистым и глинистым почвам, то сосновые - к почвам песчаного и супесчаного механического состава. В сосняках довольно разнообразный травяной покров; здесь произрастают неприхотливые, привыкшие к кислой почвенной среде сныть, вейник, чина, медуница, вороний глаз, черника и брусника. На болотах растет клюква, а также голубика, морошка, багульник, осоки.
Для таежной зоны типичны животные, физиологически связанные с хвойными породами деревьев, а также питающиеся веточным кормом лиственных пород. Это лось, косуля, олень, бурый медведь, рысь, росомаха, колонок, белка и другие. Среди птиц преобладают куропатки, рябчики, тетерева, глухари, клесты, кедровки.
Природные ресурсы таежной подзоны благоприятны для лесного хозяйства. Это не только основная лесозаготовительная база области, но и район интенсивного промысла пушнины, ягод, грибов, кедровых орехов. Заболоченные луга подзоны являются хорошими сенокосными угодьями, которые позволяют развивать мясомолочное животноводство. Площадь пахотных угодий в подзоне невелика. Агроклиматические ресурсы позволяют выращивать озимую рожь, кормовые и технические культуры, среди них важнейшее значение имеет лен.
- Подзона мелколиственных лесов простирается неширокой полосой к югу от таежной подзоны. В пределах данной подзоны расположены большую часть Большеуковского, южную часть Тарского, Знаменского, Седельниковского, северные части Крутинского и Муромцевского районов.

Теплоэнергетические ресурсы подзоны более 4000 МДж/м2 в год, максимально возможное испарение - 500 мм в год при годовом количестве осадков до 400 мм. Однако, относительная влажность довольно высокая в течение всего года (до 80%). В подзоне несколько увеличивается число часов солнечного сияния, что повышает активность биологических процессов, но, как и в таежной подзоне, по-прежнему ощущается недостаток
солнечного тепла.
По данным метеостанции Большие Уки, температуры зимы и лета в этой подзоне выше, чем в таежной, хотя зима по-прежнему суровая, а лето прохладное. Вегетационный период в среднем 154 дня. Заморозки - нередкое явление в течение вегетационного периода, но июль, в отличие от южной тайги, абсолютно безморозный месяц. Максимумы температур выше + 30 oС наблюдаются в течение трех месяцев.
Для подзоны характерно избыточное увлажнение и наличие большого количества болот. Годовой слой стока уменьшается по сравнению с предыдущей подзоной до 75 мм/год. Широкому развитию болот способствует плоский характер рельефа и распространение глинистых водоупорных пород.
Наиболее распространены в смешанных мелколиственных лесах серые лесные почвы. На суглинистых грунтах формируются различные болотные почвы. Они занимают до 40% территории и приурочены к поймам и межгривным понижениям.
В составе лиственных лесов преобладают береза и осина, относящиеся к светолюбивым породам. Здесь нередко можно встретить отдельные участки осинников в возрасте до 100 лет. Распространены сосновые боры, небольшие массивы сибирской пихты, кедра, а также здесь можно увидеть липу мелколистную, рябину, черемуху и ольху. Животный мир мелколиственных лесов беднее южной тайги, здесь не водится росомаха,
значительно меньше медведей, почти нет куньих. Сюда заходят животные из северной лесостепи - косули, кабаны и др.
Природные ресурсы подзоны благоприятны для лесного хозяйства, животноводства, выращивания зерновых и овощных, в частности, кормовых культур. Обилие озер и сосновых боров способствуют созданию зон отдыха, охотничьих угодий и рыборазводных хозяйств.

### Лесостепная зона
Лесостепная зона широкой полосой пересекает центральную часть области. По соотношению тепла и влаги лесостепную зону условно можно подразделить на две подзоны: северную и южную. При этом учитываются не столько температурные различия, которые не всегда отчетливы, сколько обеспеченность влагой. Климат этой зоны менее суров. В отличие от лесной зоны лесостепь лучше обеспечена теплом. Средняя температура января - (17,5-19,5) oС, июля +(18,5-19,5) oС. Для температурного режима характерны холодная зима, более теплое и продолжительное, чем в лесной зоне, лето. Вегетационный период в среднем 155-160 дней. Сумма активных температур составляет 1900-2100. Радиационный баланс составляет 4140 МДж/м2 в год.
В лесостепной зоне значительно количество дней солнечного сияния. Например, средняя продолжительность солнечного сияния в г. Омске, расположенном в зоне южной лесостепи, как и в Ялте, составляет 2223 часа - больше, чем на большинстве средиземноморских курортов Западной Европы, немного меньше Рима (2362 ч.), значительно больше чем в Батуми (1890 ч.) и Харькове (1748 ч.).
Количество выпадающих за год осадков равно в среднем 350-450 мм, а величина испаряемости влаги - около 600 мм. Внутригодовое распределение среднего многолетнего суммарного испарения неравномерно: за период с мая по август испаряется 75% годовой нормы. Для зоны характерен отчетливо выраженный недостаток влаги. Коэффициент увлажнения всегда меньше 1 и доходит на юге зоны до 0,6. Более половины осадков приходится на летние месяцы, то есть на период интенсивной вегетации растений. В отличие от лесной зоны, в лесостепи летом отчетливо выражен засушливый период, когда количество осадков составляет меньше 25% годовой суммы. Слабые засухи бывают ежегодно, в среднем в течение 16 дней, интенсивные повторяются через каждые 2-5 лет.
Несмотря на то, что мощность снежного покрова составляет 20-25 см, почва промерзает до глубины 140-185 см. Поэтому естественные условия для озимых культур неблагоприятны. Весенние заморозки заканчиваются, как правило, в конце мая, а осенние начинаются в среднем 15 сентября. Заморозки особенно ощутимы в пониженных участках полей, где вегетационный период может сокращаться до полумесяца. Ресурсы тепла и влаги лесостепной зоны обеспечивают высокие урожаи зерновых. Однако, сравнительно большие ресурсы тепла используются не полностью, что связано с некоторым недостатком влаги в почве.
По рельефу зона представляет собой пониженную равнину с большим количеством котловин и расположенных между ними разнообразных по форме и размерам возвышенностей - грив.
Гидрографическая сеть менее развита, чем в лесной зоне. Местных рек в лесостепи мало, они являются притоками Иртыша, крупнейшая из них Оша. Половодье связано с таянием снега и приходится на весну. Годовой слой стока воды до 75 мм; на долю весеннего периода приходится 60-80%. Меженное состояние рек наблюдается в летнее время, когда они резко сокращают расходы вод.
Заметное развитие в пределах зоны получают временные водотоки, образуя разветвленную овражно-балочную сеть, особенно в долине Иртыша. В межгривных понижениях находятся многочисленные озера, в том числе крупнейшие в области - Крутинские, имеющие важное рыбоводное значение. Несмотря на большие площади озер и широкое развитие гидросети, лесостепь не обладает достаточным запасом пресных вод. Грунтовые воды имеют в основном повышенную минерализацию (до 3,0 г/л и выше).
Почвы зоны лесостепи отличаются высоким содержанием гумуса - это главным образом различные варианты черноземов (выщелоченные, обыкновенные, карбонатные, южные), в также лугово-чернозёмные почвы и солонцовый комплекс. 
Для лесостепи зональными являются небольшие березово-осиновые перелески, называемые местными жителями колками. 
В составе травянистой растительности преобладают многолетние растения. По мере продвижения с севера на юг увеличивается доля сухолюбивых злаков и видовой состав становится более однообразным. Сравнительно большие площади междуречий заняты растительностью солонцов, солодей, болот и различных засоленных лугов.
Природная обстановка в лесостепи благоприятна для полевок, зайцев-русаков, куриных. Кроме того, распространены грызуны: суслики, тушканчики, лесные мышовки. Из хищников характерны волк, лисица, хорек степной. Встречается косуля сибирская, кабан, бобры. Очень разнообразен видовой состав птиц.
Природа сибирской лесостепи, так же как и европейской, сильно изменена человеком. Колки в значительной мере превращены в пастбища, межколковые пространства распаханы. Растительный покров и животный мир значительно утратили свой первоначальный облик.
Южная лесостепь благоприятна для развития зернового хозяйства (яровая пшеница). В непосредственной близости к областному центру развиты отрасли пригородного хозяйства - овощеводство, птицеводство, свиноводство, садоводство. Остепененные и галофитные луга служат пастбищами для овец и крупного рогатого скота. Озера подзоны пригодны для использования в рекреационных и оздоровительных целях, а также рыборазведения (карась. Карп, сазан, пелядь и т.д.).

### Степная зона
Степная зона расположена в южной части области, территории Полтавского, Одесского, Русско-Полянского, Нововаршавского, Черлакского районов, а также отдельные участки Щербакульского, Павлоградского, Оконешниковского районов. Климат зоны континентальный с крайне недостаточным, скудным увлажнением (Кув.=0,4-0,5). Годовые величины теплоэнергетических ресурсов составляет более 8000 МДж/м2 в год. Зима, как и в лесостепи, холодная. Средняя температура января - 19 oС, абсолютный минимум - 49 oС (Полтавка). Лето умеренно жаркое, средняя температура июля +19,5 oС, абсолютный максимум +42oС.
Вегетационный период растений в среднем 160 дней. Сумма температур выше +10 oС за теплый период составляет 2050-2150. Это самый высокий показатель в области. Годовое количество осадков невелико и составляет 250-300 мм при величине максимально возможного испарения 700-750 мм/год. Зима здесь суровая и малоснежная. Высота снежного покрова не превышает 20 см. Поэтому условия для зимовки озимых очень плохие.
Количество осадков в летний период (200-270 мм.) несколько сглаживает дефицит влаги. Повышение продуктивности сельскохозяйственного производства зависит от мелиоративных мероприятий. 
По рельефу зона представляет собою равнину с общим слабым уклоном на северо-восток. Она имеет сложный микрорельеф, с небольшими колебаниями высот.
Местных рек в пределах территории зоны нет. Грунтовые воды находятся на небольшой глубине. Большей частью они имеют высокую минерализацию. Пресные воды приурочены к линзам песков и супесей аллювиальных отложений.
Основными зональными почвами являются обыкновенные черноземы. Природные ресурсы степной зоны благоприятны для выращивания зерновых, особенно яровой пшеницы. Наличие лугов с изреженным травостоем дает возможность заниматься овцеводством. В соленых озерах Эбейты, Ульжай, Медетской группы озер залегают значительные запасы минеральных солей, лечебных грязей и рапы, которые используются частично для бальнеологических целей в здравницах региона.  .

## Климатограммы
В сводной таблице приведены климатические данные Омской области: температура воздуха, влажность воздуха, сумма солнечной радиации, скорость ветра.
| Период         | Янв, °C | Фев, °C | Мар, °C | Апр, °C | Май, °C | Июн, °C | Июл, °C | Авг, °C | Сен, °C | Окт, °C | Ноя, °C | Дек, °C | Год, °C | Год, % | Год, кВтч/м² | Год, м/с |
| Большегривское | −14,5   | −14,2   | −8,4    | 3,8     | 14,9    | 20,4    | 22,2    | 19,4    | 12,5    | 4,4     | −6,5    | −12,8   | 3,5     | 63,7   | 1227         | 3,7      |
| Большеречье    | −16,9   | −16,0   | −7,4    | 2,4     | 11,5    | 17,5    | 18,9    | 15,9    | 9,6     | 2,4     | −8,1    | −14,9   | 1,3     | 72,7   | 1132         | 3,2      |
| Большие Уки    | −16,5   | −14,6   | −6,7    | 2,4     | 10,7    | 16,5    | 18,4    | 15,2    | 8,9     | 2,2     | −8,5    | −14,2   | 1,2     | 73,6   | 1133         | 2,5      |
| Знаменское     | −15,7   | −14,8   | −8,9    | −1,2    | 9,0     | 15,7    | 18,4    | 15,1    | 8,4     | 1,4     | −9,5    | −15,0   | 0,3     | 75,9   | 1096         | 3,1      |
| Омск           | −17,3   | −16,9   | −8,2    | 3,4     | 11,8    | 17,7    | 19,7    | 16,1    | 10,5    | 1,7     | −7,5    | −14,4   | 1,4     | 69,8   | 1165         | 3,6      |
| Русская Поляна | −14,1   | −13,9   | −8,3    | 3,8     | 14,8    | 20,3    | 22,1    | 19,3    | 12,4    | 4,4     | −6,4    | −12,5   | 3,6     | 63,5   | 1220         | 4,1      |
| Тара           | −17,3   | −15,5   | −7,6    | 1,9     | 11,0    | 16,9    | 18,8    | 15,5    | 9,1     | 2,2     | −8,8    | −14,8   | 1,0     | 71,8   | 1132         | 2,7      |
| Черлак         | −16,2   | −15,3   | −8,1    | 3,8     | 13,1    | 18,6    | 20,4    | 17,6    | 11,2    | 3,6     | −7,1    | −13,9   | 2,4     | 72,2   | 1198         | 2,5      |
| -------------- | ------- | ------- | ------- | ------- | ------- | ------- | ------- | ------- | ------- | ------- | ------- | ------- | ------- | ------ | ------------ | -------- |

## Климат города Омска по данным сайта «Погода и климат»
| Показатель                    | Янв.  | Фев.  | Март  | Апр.  | Май   | Июнь | Июль | Авг. | Сен. | Окт.  | Нояб. | Дек.  | Год   |
| ----------------------------- | ----- | ----- | ----- | ----- | ----- | ---- | ---- | ---- | ---- | ----- | ----- | ----- | ----- |
| Абсолютный максимум, °C       | 4,2   | 8,0   | 14,1  | 31,3  | 35,5  | 40,1 | 40,4 | 38,0 | 32,9 | 27,4  | 16,1  | 4,5   | 40,4  |
| Средний суточный максимум, °C | −12,6 | −11,1 | −3,5  | 9,0   | 18,4  | 24,0 | 25,4 | 22,2 | 15,8 | 7,3   | −4,3  | −9,6  | 6,8   |
| Средняя температура, °C       | −16,9 | −15,8 | −8,3  | 3,7   | 11,9  | 17,9 | 19,6 | 16,4 | 10,3 | 2,8   | −7,9  | −13,7 | 1,7   |
| Средний суточный минимум, °C  | −21,2 | −20,2 | −13,3 | −0,9  | 5,8   | 11,8 | 14,0 | 11,2 | 5,5  | −1    | −11,4 | −17,9 | −3,1  |
| Абсолютный минимум, °C        | −45,1 | −45,5 | −41,1 | −25,5 | −11,2 | −3,1 | 2,1  | −1,7 | −7,6 | −28,1 | −41,2 | −44,7 | −45,5 |
| Норма осадков, мм             | 24    | 16    | 14    | 21    | 35    | 50   | 60   | 56   | 36   | 31    | 30    | 27    | 400   |
| Источник: Погода и климат     |       |       |       |       |       |      |      |      |      |       |       |       |       |